# Assab International Airport
Assab International Airport är en flygplats i Eritrea. Den ligger i den sydöstra delen av landet, 500 km sydost om huvudstaden Asmara. Assab International Airport ligger 14 meter över havet.
Terrängen runt Assab International Airport är varierad. Havet är nära Assab International Airport åt nordost. Runt Assab International Airport är det glesbefolkat, med 8 invånare per kvadratkilometer. Närmaste större samhälle är Assab, 12,4 km sydost om Assab International Airport. Trakten runt Assab International Airport består i huvudsak av gräsmarker.